# Squash-Europameisterschaft
Die Squash-Europameisterschaften werden sowohl im Einzel als auch mit der Mannschaft von der European Squash Federation ausgetragen.
Im Einzel findet die EM seit 2004 jährlich statt, sie wurden aber bereits in den Jahren 1990, 1992 und 1993 ausgetragen. Die Team-Wettbewerbe werden seit 1973 jährlich ausgetragen. Doppel- und Mixed-Wettbewerbe finden auf europäischer Ebene nicht statt. Die Wettbewerbe finden stets getrennt statt.

## Geschichte
Die Mannschafts-Europameisterschaft hat bereits eine lange Tradition, während der Einzel-Wettbewerb erst seit 2004 seinen festen Platz im Turnierkalender hat. Zwar wurde dieser Wettbewerb bereits Anfang der 1990er Jahre mehrfach ausgetragen, über zehn Jahre hinweg blieb er jedoch ohne Berücksichtigung. Besonders auffallend ist die große Dominanz Englands in den Teamwettbewerben. Von 1973 bis 2019 kam bei den Herren lediglich sechsmal der Gewinner nicht aus England, bei den Damen blieb England erstmals 2010 der Titel verwehrt. Auch 2019 wurden die englischen Damen nur Zweite. Im Einzel der Herren kam der Sieger von 2004 bis 2015 nur 2012 nicht aus Frankreich. Grégory Gaultier ist mit neun Titeln Rekordsieger, bei den Damen ist Camille Serme mit sechs Titelgewinnen Rekordsiegerin.

## Europameister

### Einzel

#### Herren
Rekordsieger:
- Grégory Gaultier: 9 Titel (2004–2008, 2011, 2013–2015)
- Chris Walker: 3 Titel (1990, 1992, 1993)
- Victor Crouin: 2 Titel (2023, 2024)
- Borja Golán: 2 Titel (2016, 2018)
- Thierry Lincou: 2 Titel (2009, 2010)

| Jahr                        | Sieger                                     | Finalgegner                                | Ergebnis                                   | Austragungsort                             |
| --------------------------- | ------------------------------------------ | ------------------------------------------ | ------------------------------------------ | ------------------------------------------ |
| 2024                        | Victor Crouin                              | Dimitri Steinmann                          | 11:6, 11:6, 11:7                           | Cuenca                                     |
| 2023                        | Victor Crouin                              | Auguste Dussourd                           | 11:3, 12:10, 9:11, 11:8                    | Breslau                                    |
| 2022                        | Nicolas Müller                             | Victor Crouin                              | 11:7, 11:4, 11:4                           | Hamburg                                    |
| 2021                        | aufgrund der COVID-19-Pandemie ausgefallen | aufgrund der COVID-19-Pandemie ausgefallen | aufgrund der COVID-19-Pandemie ausgefallen | aufgrund der COVID-19-Pandemie ausgefallen |
| 2020                        | aufgrund der COVID-19-Pandemie ausgefallen | aufgrund der COVID-19-Pandemie ausgefallen | aufgrund der COVID-19-Pandemie ausgefallen | aufgrund der COVID-19-Pandemie ausgefallen |
| 2019                        | Raphael Kandra                             | Borja Golán                                | 11:6, 11:8, 7:11, 7:11, 12:10              | Bukarest                                   |
| 2018                        | Borja Golán                                | George Parker                              | 8:11, 11:4, 10:12, 13:11, 11:6             | Graz                                       |
| 2017                        | James Willstrop                            | Grégory Gaultier                           | 7:11, 11:8, 11:8, 2:11, 11:8               | Nottingham                                 |
| 2016                        | Borja Golán                                | Grégory Gaultier                           | 10:12, 11:7, 11:4, 3:11, 11:9              | Prag                                       |
| 2015                        | Grégory Gaultier                           | Borja Golán                                | 11:3, 5:11, 11:7, 11:5                     | Bratislava                                 |
| 2014                        | Grégory Gaultier                           | Mathieu Castagnet                          | 11:5, 11:5, 4:11, 11:4                     | Valenciennes                               |
| 2013                        | Grégory Gaultier                           | Simon Rösner                               | 11:9, 11:4, 8:11, 11:3                     | Herentals                                  |
| 2012                        | Olli Tuominen                              | Borja Golán                                | 11:8, 11:9, 11:3                           | Helsinki                                   |
| 2011                        | Grégory Gaultier                           | Thierry Lincou                             | 9:11, 11:6, 11:3, 11:7                     | Warschau                                   |
| 2010                        | Thierry Lincou                             | Grégory Gaultier                           | 11:5, 11:2 Aufgabe                         | Saarbrücken                                |
| 2009                        | Thierry Lincou                             | Grégory Gaultier                           | 12:10, 8:3 Aufgabe                         | Herentals                                  |
| 2008                        | Grégory Gaultier                           | Thierry Lincou                             | 11:7, 6:11, 11:7, 4:11, 11:4               | Bratislava                                 |
| 2007                        | Grégory Gaultier                           | Renan Lavigne                              | 9:0, 9:1, 9:1                              | Royan                                      |
| 2006                        | Grégory Gaultier                           | Borja Golán                                | 9:2, 9:0, 10:8                             | Budapest                                   |
| 2005                        | Grégory Gaultier                           | Jan Koukal                                 | 9:5, 9:0, 9:1                              | Prag                                       |
| 2004                        | Grégory Gaultier                           | John White                                 | 10:8, 2:9, 2:9, 9:3, 9:6                   | Bratislava                                 |
| 1994–2003: keine Austragung |                                            |                                            |                                            |                                            |
| 1993                        | Chris Walker                               | Danny Meddings                             | —                                          | Lille                                      |
| 1992                        | Chris Walker                               | Jason Nicolle                              | —                                          | Rotterdam                                  |
| 1990                        | Chris Walker                               | Adrian Davies                              | —                                          | Rotterdam                                  |

#### Damen
Rekordsiegerinnen:
- Camille Serme: 6 Titel (2012–2017)
- Jenny Duncalf: 3 Titel (2006, 2007, 2010)
- Nele Gilis: 2 Titel (2019, 2023)
- Tinne Gilis: 2 Titel (2022, 2024)
- Natalie Grinham: 2 Titel (2009, 2011)

| Jahr                        | Siegerin                                   | Finalgegnerin                              | Ergebnis                                   | Austragungsort                             |
| --------------------------- | ------------------------------------------ | ------------------------------------------ | ------------------------------------------ | ------------------------------------------ |
| 2024                        | Tinne Gilis                                | Mélissa Alves                              | 11:4, 11:8, 9:11, 11:9                     | Cuenca                                     |
| 2023                        | Nele Gilis                                 | Énora Villard                              | 11:1, 11:7, 11:3                           | Breslau                                    |
| 2022                        | Tinne Gilis                                | Nele Gilis                                 | 11:9, 11:9, 11:9                           | Hamburg                                    |
| 2021                        | aufgrund der COVID-19-Pandemie ausgefallen | aufgrund der COVID-19-Pandemie ausgefallen | aufgrund der COVID-19-Pandemie ausgefallen | aufgrund der COVID-19-Pandemie ausgefallen |
| 2020                        | aufgrund der COVID-19-Pandemie ausgefallen | aufgrund der COVID-19-Pandemie ausgefallen | aufgrund der COVID-19-Pandemie ausgefallen | aufgrund der COVID-19-Pandemie ausgefallen |
| 2019                        | Nele Gilis                                 | Coline Aumard                              | 9:11, 11:9, 11:8, 13:11                    | Bukarest                                   |
| 2018                        | Millie Tomlinson                           | Coline Aumard                              | 11:9, 12:10, 4:11, 11:7                    | Graz                                       |
| 2017                        | Camille Serme                              | Millie Tomlinson                           | 11:1, 11:3, 11:3                           | Nottingham                                 |
| 2016                        | Camille Serme                              | Nele Gilis                                 | 8:11, 11:7, 11:7, 11:5                     | Prag                                       |
| 2015                        | Camille Serme                              | Line Hansen                                | 12:10, 11:6, 11:6                          | Bratislava                                 |
| 2014                        | Camille Serme                              | Line Hansen                                | 11:6, 11:5, 11:4                           | Valenciennes                               |
| 2013                        | Camille Serme                              | Natalie Grinham                            | 11:3, 11:7, 4:11, 11:6                     | Herentals                                  |
| 2012                        | Camille Serme                              | Natalie Grinham                            | 8:11, 11:6, 11:6, 11:9                     | Helsinki                                   |
| 2011                        | Natalie Grinham                            | Camille Serme                              | 7:11, 11:3, 11:9, 11:5                     | Warschau                                   |
| 2010                        | Jenny Duncalf                              | Vanessa Atkinson                           | 11:8, 11:5, 9:11, 10:12, 11:5              | Saarbrücken                                |
| 2009                        | Natalie Grinham                            | Vanessa Atkinson                           | 9:11, 11:3, 11:5, 11:4                     | Herentals                                  |
| 2008                        | Isabelle Stoehr                            | Sarah Kippax                               | 5:11, 11:6, 11:7, 11:4                     | Bratislava                                 |
| 2007                        | Jenny Duncalf                              | Tania Bailey                               | 9:5, 3:9, 9:7, 9:5                         | Royan                                      |
| 2006                        | Jenny Duncalf                              | Laura Lengthorn-Massaro                    | 9:2, 9:5, 9:0                              | Budapest                                   |
| 2005                        | Vanessa Atkinson                           | Linda Elriani                              | 9:7, 9:7, 9:3                              | Prag                                       |
| 2004                        | Rebecca Botwright                          | Vicky Hynes                                | 8:10, 2:9, 9:4, 9:4, 9:5                   | Bratislava                                 |
| 1994–2003: keine Austragung |                                            |                                            |                                            |                                            |
| 1993                        | Corinne Castets                            | Simone Korell                              | —                                          | Lille                                      |
| 1992                        | Martine Le Moignan                         | Sabine Schöne                              | —                                          | Rotterdam                                  |
| 1990                        | Senga MacFie                               | Babette Hoogendoorn                        | —                                          | Rotterdam                                  |

### Mannschaft

#### Herren

##### Platzierungen
| Jahr | Sieger                                     | 2. Platz                                   | 3. Platz                                   | 4. Platz                                   | Austragungsort                             |
| ---- | ------------------------------------------ | ------------------------------------------ | ------------------------------------------ | ------------------------------------------ | ------------------------------------------ |
| 2025 | England                                    | Frankreich                                 | Schweiz                                    | Deutschland                                | Breslau                                    |
| 2024 | England                                    | Frankreich                                 | Schweiz                                    | Wales                                      | Uster                                      |
| 2023 | England                                    | Frankreich                                 | Schweiz                                    | Wales                                      | Helsinki                                   |
| 2022 | England                                    | Frankreich                                 | Schottland                                 | Deutschland                                | Eindhoven                                  |
| 2021 | aufgrund der COVID-19-Pandemie ausgefallen | aufgrund der COVID-19-Pandemie ausgefallen | aufgrund der COVID-19-Pandemie ausgefallen | aufgrund der COVID-19-Pandemie ausgefallen | aufgrund der COVID-19-Pandemie ausgefallen |
| 2020 | aufgrund der COVID-19-Pandemie ausgefallen | aufgrund der COVID-19-Pandemie ausgefallen | aufgrund der COVID-19-Pandemie ausgefallen | aufgrund der COVID-19-Pandemie ausgefallen | aufgrund der COVID-19-Pandemie ausgefallen |
| 2019 | England                                    | Spanien                                    | Schottland                                 | Frankreich                                 | Birmingham                                 |
| 2018 | Frankreich                                 | England                                    | Spanien                                    | Deutschland                                | Breslau                                    |
| 2017 | Frankreich                                 | England                                    | Deutschland                                | Schottland                                 | Helsinki                                   |
| 2016 | England                                    | Frankreich                                 | Schottland                                 | Deutschland                                | Warschau                                   |
| 2015 | Frankreich                                 | England                                    | Deutschland                                | Schottland                                 | Herning                                    |
| 2014 | England                                    | Frankreich                                 | Deutschland                                | Schottland                                 | Riccione                                   |
| 2013 | England                                    | Frankreich                                 | Deutschland                                | Schottland                                 | Amsterdam                                  |
| 2012 | England                                    | Frankreich                                 | Deutschland                                | Schottland                                 | Nürnberg                                   |
| 2011 | England                                    | Frankreich                                 | Italien                                    | Niederlande                                | Espoo                                      |
| 2010 | England                                    | Frankreich                                 | Niederlande                                | Wales                                      | Aix-en-Provence                            |
| 2009 | England                                    | Frankreich                                 | Wales                                      | Niederlande                                | Malmö                                      |
| 2008 | England                                    | Frankreich                                 | Niederlande                                | Deutschland                                | Amsterdam                                  |
| 2007 | England                                    | Niederlande                                | Frankreich                                 | Wales                                      | Riccione                                   |
| 2006 | England                                    | Frankreich                                 | Niederlande                                | Wales                                      | Wien                                       |
| 2005 | England                                    | Frankreich                                 | Niederlande                                | Wales                                      | Amsterdam                                  |
| 2004 | England                                    | Frankreich                                 | Wales                                      | Niederlande                                | Rennes                                     |
| 2003 | England                                    | Frankreich                                 | Wales                                      | Niederlande                                | Nottingham                                 |
| 2002 | England                                    | Frankreich                                 | Wales                                      | Niederlande                                | Böblingen                                  |
| 2001 | England                                    | Frankreich                                 | Finnland                                   | Wales                                      | Eindhoven                                  |
| 2000 | England                                    | Frankreich                                 | Finnland                                   | Wales                                      | Wien                                       |
| 1999 | England                                    | Schottland                                 | Wales                                      | Finnland                                   | Linz                                       |
| 1998 | England                                    | Finnland                                   | Wales                                      | Frankreich                                 | Helsinki                                   |
| 1997 | England                                    | Wales                                      | Finnland                                   | Frankreich                                 | Odense                                     |
| 1996 | England                                    | Schottland                                 | Finnland                                   | Deutschland                                | Amsterdam                                  |
| 1995 | England                                    | Finnland                                   | Schweden                                   | Deutschland                                | Amsterdam                                  |
| 1994 | England                                    | Deutschland                                | Schottland                                 | Frankreich                                 | Zoetermeer                                 |
| 1993 | England                                    | Deutschland                                | Frankreich                                 | Schweden                                   | Aix-en-Provence                            |
| 1992 | Schottland                                 | Finnland                                   | England                                    | Schweden                                   | Aix-en-Provence                            |
| 1991 | England                                    | Finnland                                   | Deutschland                                | Niederlande                                | Gelsenkirchen                              |
| 1990 | England                                    | Deutschland                                | Finnland                                   | Schweden                                   | Zürich                                     |
| 1989 | England                                    | Schweden                                   | Finnland                                   | Deutschland                                | Helsinki                                   |
| 1988 | England                                    | Schweden                                   | Finnland                                   | Wales                                      | Warmond                                    |
| 1987 | England                                    | Schweden                                   | Finnland                                   | Deutschland                                | Wien                                       |
| 1986 | England                                    | Schweden                                   | Finnland                                   | Deutschland                                | Aix-en-Provence                            |
| 1985 | England                                    | Schweden                                   | Finnland                                   | Niederlande                                | Barcelona                                  |
| 1984 | England                                    | Schweden                                   | Finnland                                   | Irland                                     | Dublin                                     |
| 1983 | Schweden                                   | England                                    | Wales                                      | Niederlande                                | München                                    |
| 1982 | England                                    | Schweden                                   | Irland                                     | Finnland                                   | Cardiff                                    |
| 1981 | England                                    | Schweden                                   | Irland                                     | Schottland                                 | Amsterdam                                  |
| 1980 | Schweden                                   | England                                    | Finnland                                   | Wales                                      | Helsinki                                   |
| 1979 | England                                    | Schweden                                   | Schottland                                 | Irland                                     | Hamburg                                    |
| 1978 | England                                    | Schweden                                   | Schottland                                 | Finnland                                   | Amsterdam                                  |
| 1977 | England                                    | Schottland                                 | Schweden                                   | Irland                                     | Sheffield                                  |
| 1976 | England                                    | Schottland                                 | Schweden                                   | Irland                                     | Brüssel                                    |
| 1975 | England                                    | Schottland                                 | Schweden                                   | Irland                                     | Dublin                                     |
| 1974 | England                                    | Schottland                                 | Irland                                     | Wales                                      | Stockholm                                  |
| 1973 | England                                    | Schottland                                 | Irland                                     | Wales                                      | Edinburgh                                  |

##### Medaillenspiegel
| Platz  | Land        | Gold | Silber | Bronze | Gesamt |
| ------ | ----------- | ---- | ------ | ------ | ------ |
| 1      | England     | 45   | 5      | 1      | 51     |
| 2      | Frankreich  | 3    | 19     | 2      | 24     |
| 3      | Schweden    | 2    | 10     | 4      | 16     |
| 4      | Schottland  | 1    | 7      | 6      | 14     |
| 5      | Finnland    | —    | 4      | 12     | 16     |
| 6      | Deutschland | —    | 3      | 6      | 9      |
| 7      | Wales       | —    | 1      | 7      | 8      |
| 8      | Niederlande | —    | 1      | 4      | 5      |
| 9      | Spanien     | —    | 1      | 1      | 2      |
| 10     | Irland      | —    | —      | 4      | 4      |
| 11     | Schweiz     | —    | —      | 3      | 3      |
| 12     | Italien     | —    | —      | 1      | 1      |
| Gesamt | Gesamt      | 51   | 51     | 51     | 150    |

#### Damen

##### Platzierungen
| Jahr | Sieger                                     | 2. Platz                                   | 3. Platz                                   | 4. Platz                                   | Austragungsort                             |
| ---- | ------------------------------------------ | ------------------------------------------ | ------------------------------------------ | ------------------------------------------ | ------------------------------------------ |
| 2025 | England                                    | Belgien                                    | Frankreich                                 | Schottland                                 | Breslau                                    |
| 2024 | Belgien                                    | England                                    | Wales                                      | Frankreich                                 | Uster                                      |
| 2023 | England                                    | Belgien                                    | Wales                                      | Frankreich                                 | Helsinki                                   |
| 2022 | England                                    | Wales                                      | Niederlande                                | Frankreich                                 | Eindhoven                                  |
| 2021 | aufgrund der COVID-19-Pandemie ausgefallen | aufgrund der COVID-19-Pandemie ausgefallen | aufgrund der COVID-19-Pandemie ausgefallen | aufgrund der COVID-19-Pandemie ausgefallen | aufgrund der COVID-19-Pandemie ausgefallen |
| 2020 | aufgrund der COVID-19-Pandemie ausgefallen | aufgrund der COVID-19-Pandemie ausgefallen | aufgrund der COVID-19-Pandemie ausgefallen | aufgrund der COVID-19-Pandemie ausgefallen | aufgrund der COVID-19-Pandemie ausgefallen |
| 2019 | Frankreich                                 | England                                    | Belgien                                    | Schottland                                 | Birmingham                                 |
| 2018 | England                                    | Frankreich                                 | Belgien                                    | Niederlande                                | Breslau                                    |
| 2017 | England                                    | Frankreich                                 | Wales                                      | Niederlande                                | Helsinki                                   |
| 2016 | England                                    | Frankreich                                 | Niederlande                                | Wales                                      | Warschau                                   |
| 2015 | England                                    | Frankreich                                 | Irland                                     | Dänemark                                   | Herning                                    |
| 2014 | England                                    | Frankreich                                 | Tschechien                                 | Irland                                     | Riccione                                   |
| 2013 | England                                    | Irland                                     | Frankreich                                 | Niederlande                                | Amsterdam                                  |
| 2012 | England                                    | Irland                                     | Frankreich                                 | Deutschland                                | Nürnberg                                   |
| 2011 | England                                    | Niederlande                                | Irland                                     | Frankreich                                 | Espoo                                      |
| 2010 | Niederlande                                | Frankreich                                 | England                                    | Irland                                     | Aix-en-Provence                            |
| 2009 | England                                    | Niederlande                                | Frankreich                                 | Irland                                     | Malmö                                      |
| 2008 | England                                    | Niederlande                                | Frankreich                                 | Irland                                     | Amsterdam                                  |
| 2007 | England                                    | Niederlande                                | Dänemark                                   | Deutschland                                | Riccione                                   |
| 2006 | England                                    | Niederlande                                | Deutschland                                | Frankreich                                 | Wien                                       |
| 2005 | England                                    | Niederlande                                | Irland                                     | Schottland                                 | Amsterdam                                  |
| 2004 | England                                    | Niederlande                                | Frankreich                                 | Belgien                                    | Rennes                                     |
| 2003 | England                                    | Niederlande                                | Schottland                                 | Dänemark                                   | Nottingham                                 |
| 2002 | England                                    | Schottland                                 | Deutschland                                | Dänemark                                   | Böblingen                                  |
| 2001 | England                                    | Dänemark                                   | Schweiz                                    | Niederlande                                | Eindhoven                                  |
| 2000 | England                                    | Deutschland                                | Schottland                                 | Niederlande                                | Wien                                       |
| 1999 | England                                    | Deutschland                                | Niederlande                                | Schottland                                 | Linz                                       |
| 1998 | England                                    | Deutschland                                | Niederlande                                | Schottland                                 | Helsinki                                   |
| 1997 | England                                    | Deutschland                                | Niederlande                                | Schottland                                 | Odense                                     |
| 1996 | England                                    | Deutschland                                | Niederlande                                | Frankreich                                 | Amsterdam                                  |
| 1995 | England                                    | Niederlande                                | Schottland                                 | Deutschland                                | Amsterdam                                  |
| 1994 | England                                    | Deutschland                                | Niederlande                                | Irland                                     | Zoetermeer                                 |
| 1993 | England                                    | Niederlande                                | Deutschland                                | Irland                                     | Aix-en-Provence                            |
| 1992 | England                                    | Deutschland                                | Niederlande                                | Irland                                     | Aix-en-Provence                            |
| 1991 | England                                    | Niederlande                                | Deutschland                                | Finnland                                   | Gelsenkirchen                              |
| 1990 | England                                    | Niederlande                                | Finnland                                   | Irland                                     | Zürich                                     |
| 1989 | England                                    | Irland                                     | Niederlande                                | Schweden                                   | Helsinki                                   |
| 1988 | England                                    | Irland                                     | Deutschland                                | Wales                                      | Warmond                                    |
| 1987 | England                                    | Irland                                     | Deutschland                                | Finnland                                   | Wien                                       |
| 1986 | England                                    | Irland                                     | Schottland                                 | Finnland                                   | Aix-en-Provence                            |
| 1985 | England                                    | Irland                                     | Schottland                                 | Wales                                      | Barcelona                                  |
| 1984 | England                                    | Irland                                     | Schottland                                 | Wales                                      | Dublin                                     |
| 1983 | England                                    | Irland                                     | Wales                                      | Schottland                                 | München                                    |
| 1982 | England                                    | Irland                                     | Schottland                                 | Wales                                      | Cardiff                                    |
| 1981 | England                                    | Irland                                     | Wales                                      | Schottland                                 | Amsterdam                                  |
| 1980 | England                                    | Irland                                     | Schottland                                 | Wales                                      | Helsinki                                   |
| 1979 | England                                    | Irland                                     | Schottland                                 | Wales                                      | Hamburg                                    |
| 1978 | England                                    | Irland                                     | Schottland                                 | Wales                                      | Amsterdam                                  |

##### Medaillenspiegel
| Platz  | Land        | Gold | Silber | Bronze | Gesamt |
| ------ | ----------- | ---- | ------ | ------ | ------ |
| 1      | England     | 43   | 2      | 1      | 46     |
| 2      | Niederlande | 1    | 12     | 4      | 17     |
| 3      | Frankreich  | 1    | 5      | 7      | 13     |
| 4      | Belgien     | 1    | 2      | 2      | 5      |
| 5      | Irland      | —    | 14     | 3      | 17     |
| 6      | Deutschland | —    | 7      | 6      | 13     |
| 7      | Schottland  | —    | 1      | 10     | 11     |
| 8      | Wales       | —    | 1      | 5      | 6      |
| 9      | Dänemark    | —    | 1      | 1      | 2      |
| 10     | Finnland    | —    | —      | 1      | 1      |
| 10     | Schweiz     | —    | —      | 1      | 1      |
| 10     | Tschechien  | —    | —      | 1      | 1      |
| Gesamt | Gesamt      | 46   | 46     | 46     | 138    |